# Harris Wofford
Pour les articles homonymes, voir Wofford.
Harris Llewellyn Wofford Jr. est un homme politique américain, né le 9 avril 1926 à New York et mort le 21 janvier 2019 à Washington, D.C..

## Biographie

### Jeunesse et débuts professionnels
Harris Wofford grandit à Johnson City, dans le Tennessee, puis passe son adolescence à Scarsdale, près de New York. Au lycée, il fonde Student Federalists (en), une association promouvant un fédéralisme mondial. Face au succès de l'association, Newsweek estime que Wofford pourrait devenir un jour Président des États-Unis. Il sert dans l'Army Air Corps puis sort diplômé de l'université de Chicago en 1948. Grâce à une bourse d'études, il voyage avec son épouse Clare en Inde sur les traces de Gandhi.
De retour aux États-Unis, Wofford rejoint les facultés de droit de Howard (dont il est l'un des premiers étudiants blancs) et Yale,. Il sort diplômé des deux universités en 1954. Il devient alors avocat à Washington et travaille pour la commission nationale sur les droits civiques (Commission on Civil Rights) jusqu'en 1958. Il devient proche de Martin Luther King.

### Engagement en politique
Un temps professeur assistant de droit à l'université Notre-Dame, il rejoint la campagne de John F. Kennedy en 1960, où il est chargé de courtiser le vote afro-américain. Il pousse notamment le candidat à appeler Coretta Scott King lorsque son époux Martin Luther King est emprisonné en Géorgie,. Après l'élection, il devient l'un des conseillers du président Kennedy et préside le groupe sur les droits civiques à la Maison Blanche. Il participe ensuite à la création des Corps de la Paix avec Sargent Shriver,.
En 1966, il prend la présidence du College at Old Westbury (membre de l'université d'État de New York). Il préside ensuite le Bryn Mawr College de 1970 à 1978 ; il est le premier homme à ce poste. Il retourne dans le secteur privé, comme avocat à Philadelphie,.
Désigné président du Parti démocrate de Pennsylvanie en 1986, il devient Secrétaire au travail et à l'industrie de Pennsylvanie dans le cabinet du gouverneur démocrate Robert P. Casey,, l'année suivante.
En mai 1991, il est nommé au Sénat des États-Unis par son ami Robert P. Casey, après le décès du sénateur républicain H. John Heinz III. D'autres démocrates, à l'image de Lee Iacocca, avaient refusé le poste avant lui. Contrairement à la tradition, le siège ne revient pas à une personnalité originaire de la région de Pittsburgh ; l'autre siège de sénateur est occupé par Arlen Specter, lui aussi de la région de Philadelphie. Peu connu,, Wofford fait principalement campagne contre la politique de George H. W. Bush et en faveur d'une assurance maladie nationale. Il est d'abord donné largement perdant face au procureur général des États-Unis, le républicain Dick Thornburgh, qui le devance de 40 points dans un sondage démocrate. Durant le dernier mois de campagne, il effectue cependant une remontée spectaculaire. Le 5 novembre 1991, il est élu pour terminer le mandat de Heinz avec plus de 55 % des suffrages. Il est le premier démocrate élu de Pennsylvanie au Sénat depuis 1962.
Lors des élections sénatoriales de 1994, il est opposé au républicain Rick Santorum. D'abord considéré comme trop à droite pour la Pennsylvanie, habituée aux sénateurs républicains modérés, Santorum rejoint Wofford dans les sondages, notamment porté par l'impopularité de Bill Clinton et sa réforme de la santé ainsi que par la campagne hésitante de Wofford. Dans un contexte de révolution républicaine, Wofford est battu par Santorum (49 % contre 47 %).
Après sa défaite, il devient directeur-général d'AmeriCorps de 1995 à 2001, puis dirige America's Promise: The Alliance for Youth (en), qui regroupe de nombreuses associations en faveur des jeunes, jusqu'en 2004.
En 2008, il introduit Barack Obama avant son fameux discours A More Perfect Union (en).

### Vie privée
Il épouse Clare Lindgren en 1948. Ils ont ensemble trois enfants : David, Daniel et Suzanne. Après près de cinquante ans mariage, Clare Wofford meurt d'une leucémie aiguë en 1996.
En avril 2016, à l'âge de 90 ans, Wofford se marie avec un homme de 40 ans, Matthew Charlton. Après 15 années de relation, il annonce ce mariage dans un op-ed du New York Times,.